# Bernhard von Billerbeck (Domherr)
Bernhard von Billerbeck (* im 13. Jahrhundert; † 1336) war Domherr in Münster.

## Leben
Bernhard von Billerbeck entstammte dem westfälischen Adelsgeschlecht Billerbeck, das seinen Stammsitz in dem münsterländischen Ort Billerbeck hatte. Seine genaue genealogische Abstammung ist nicht belegt. Im Jahre 1292 findet er erstmals als Domherr zu Münster urkundliche Erwähnung. Am 4. Juni 1303 wird er als Verwalter des Kammeramtes genannt. Am 28. August 1306 war er unter den Zeugen in dem Verfahren gegen Bischof Otto von Rietberg. Große Teile des Domkapitels waren mit der Herrschaft des Bischofs nicht einverstanden, so dass Otto nach Abschluss des Verfahrens abgesetzt wurde.